# Richard Pacquette
Richard Francis Pacquette (ur. 28 stycznia 1983 w Londynie) – dominicki piłkarz, grający na pozycji napastnika.

## Kariera piłkarska

### Kariera klubowa
Urodzony w londyńskiej dzielnicy Kilburn w rodzinie z Dominiki. Wychowanek klubu Queens Park Rangers F.C., w barwach którego w lutym 2000 rozpoczął karierę piłkarską. W swojej karierze występował w angielskich klubach Stevenage F.C., Dagenham & Redbridge F.C., Mansfield Town F.C., Milton Keynes Dons F.C., Fisher Athletic F.C., Brentford F.C., Farnborough Town F.C., St Albans City F.C., Hemel Hempstead Town F.C., Hampton & Richmond Borough F.C., Worthing F.C., Thurrock F.C., Havant & Waterlooville F.C., Maidenhead United F.C., Histon F.C., York City F.C., Eastbourne Borough F.C., Hayes & Yeading United, Lincoln City F.C., Bromley F.C., Eastleigh F.C. i Sutton United F.C. W sezonie 2013/14 ponownie bronił barw Maidenhead United F.C., a latem 2014 przeszedł do Eastbourne Borough F.C..

### Kariera reprezentacyjna
W 2008 debiutował w narodowej reprezentacji Dominiki. Łącznie rozegrał 2 mecze i strzelił 1 gola.